# 자크 바그너

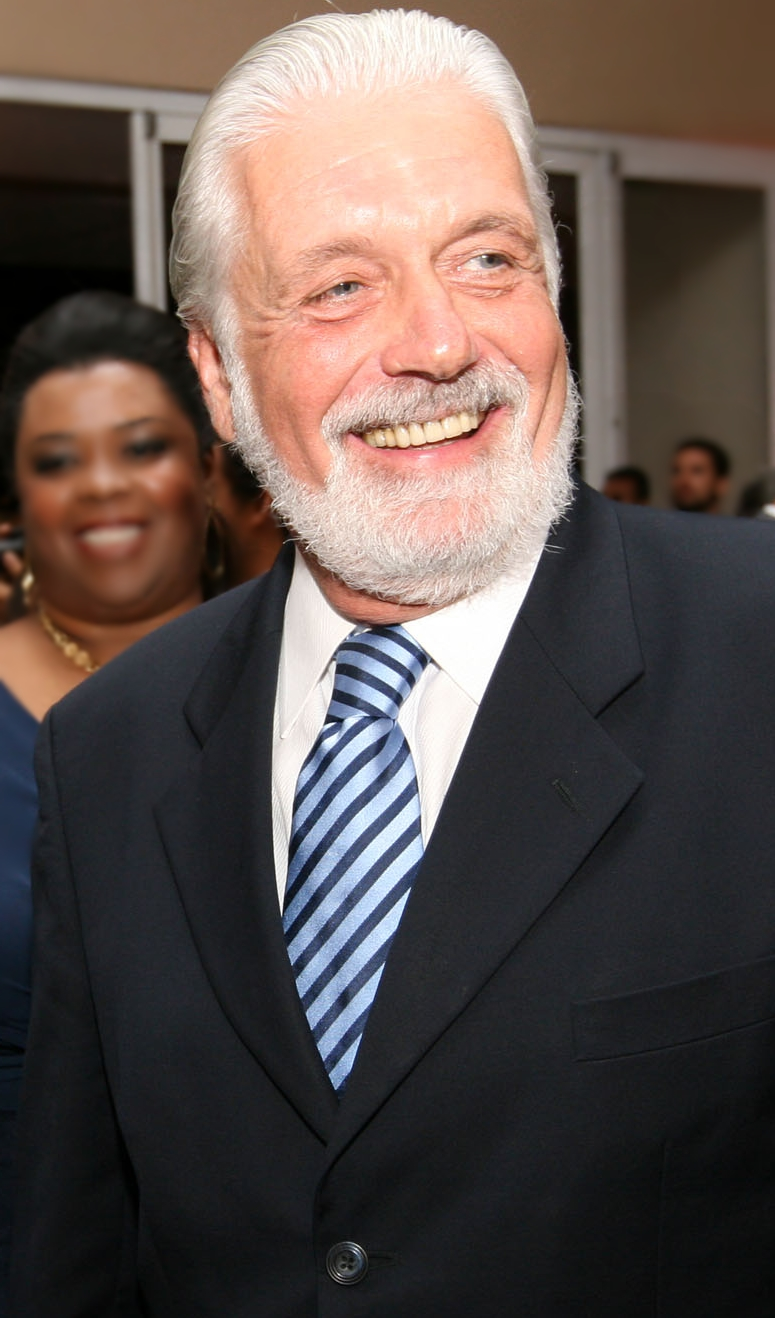

자크 바그너(브라질 포르투갈어: Jaques Wagner, 1951년 3월 16일 ~ )는 2007년부터 2015년까지 바이아주의 주지사를 지냈으며 2015년 당시 국방부 장관을 지낸 브라질의 정치인이다.
1951년 리우데자네이루에서 유대계 폴란드인 이민자 집안에서 태어났다. 젊은 시절에는 노동 시온주의 청년 단체인 하보님 드로르에서 활동했다. 바그너는 노동자당의 창당주임과 동시에 700만 명 이상의 노동자들이 일하고 있는 노동조합 통합노동자중심의 창립주이다. 2007년 바이아 주의 주지사로 선출되었으며, 2010년 재선에 성공하였다.
지우마 호세프 대통령의 수석보좌관을 지냈으며, 2018년 현재 노동자당의 차기 대권주자 중 하나다.

## 역대 선거 결과
| 선거명      | 직책명                  | 대수 | 정당     | 득표율 | 득표수      | 결과 | 당락                    |
| ----------- | ----------------------- | ---- | -------- | ------ | ----------- | ---- | ----------------------- |
| 2002년 선거 | 바이아 주지사           | 49대 | 노동자당 | 38.47% | 2,057,022표 | 2위  | 낙선                    |
| 2006년 선거 | 바이아 주지사           | 50대 | 노동자당 | 52.89% | 3,242,336표 | 1위  | 바이아 주지사 당선      |
| 2010년 선거 | 바이아 주지사           | 50대 | 노동자당 | 63.83% | 4,101,270표 | 1위  | 바이아 주지사 당선      |
| 2018년 선거 | 상원의원 (바이아 제1부) | 56대 | 노동자당 | 35.71% | 4,253,331표 | 1위  | 바이아 주 상원의원 당선 |